# Stary Dębsk
Stary Dębsk – wieś w Polsce położona w województwie mazowieckim, w powiecie sochaczewskim, w gminie Nowa Sucha. Ma status sołectwa.
| SIMC    | Nazwa           | Rodzaj    |
| ------- | --------------- | --------- |
| 0734038 | Dębsk-Folwark   | część wsi |
| 0734044 | Zielona Dąbrowa | część wsi |

W latach 1975–1998 miejscowość administracyjnie należała do województwa skierniewickiego.
Nazwa wsi pochodzi od starych dębów niegdyś zdobiących tę miejscowość. Niedaleko Dębska rozegrała się Bitwa nad Bzurą.

## Miejscowości sąsiadujące
- Kozłów Szlachecki, Braki, Antoniew